# Stade Baby-Larivière
Le stade Baby-Larivière est un stade de football français situé à Saint-André, sur l'île de La Réunion.

## Histoire
Existant depuis les années 1960 et longtemps appelé stade du centre ville en raison de sa position géographique en plein cœur de la ville de Saint-André, le terrain est homolgué en 2009 avec une capacité d'accueil de 1 700 places et constitue l'un des principaux équipements sportifs de la commune. Sa pelouse naturelle reçoit fréquemment des rencontres entre les clubs de l'île, notamment l'OCSA Léopards, qui y réside.
En 2015, il est l'un des six stades accueillant des rencontres de football aux Jeux des îles de l'océan Indien 2015. Il est alors réaménagé est prend le noms de Baby Larivère, nom d'un ancien joueur de Saint-André.
Il y accueil également des matchs importants de l'île comme le Trophée des Champions de l'île de la Réunion en 2023.

## Match internationaux
| Date        | Compétition                                  | Équipe 1   | Équipe 2   | Score |
| ----------- | -------------------------------------------- | ---------- | ---------- | ----- |
| 2 août 2015 | Jeux des îles de l'océan Indien 2015         | Maldives   | Seychelles | 2-1   |
| 4 août 2015 | Jeux des îles de l'océan Indien 2015         | Seychelles | Mayotte    | 0-1   |
| 4 août 2015 | Jeux des îles de l'océan Indien 2015 féminin | Maldives   | Seychelles | 1-4   |
| 6 août 2015 | Jeux des îles de l'océan Indien 2015 féminin | Mayotte    | La Réunion | 1-3   |